# Archivo General de Asuntos Indígenas

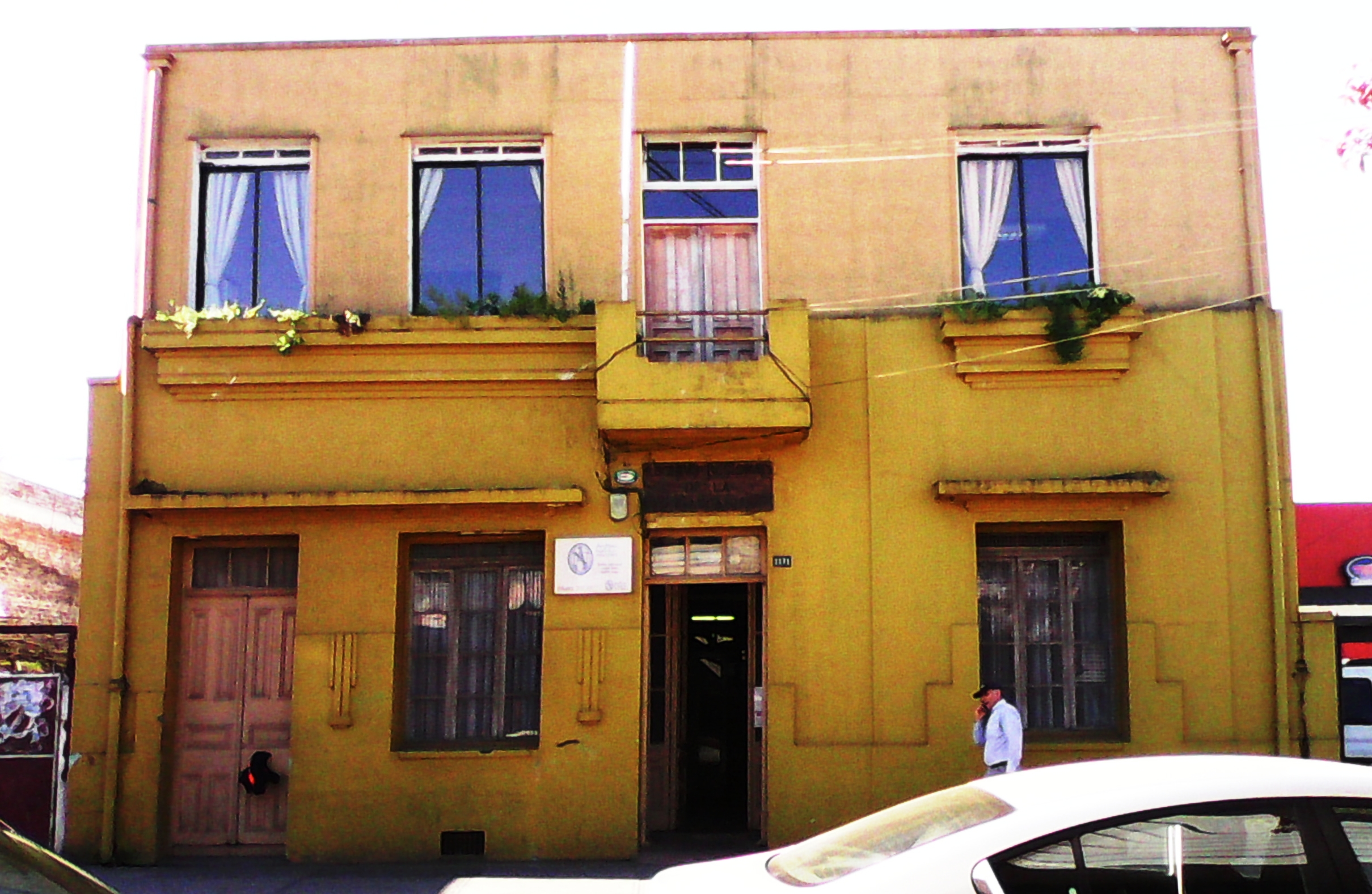
Edificio del Archivo Regional de La Araucanía, sede del Archivo General de Asuntos Indígenas.

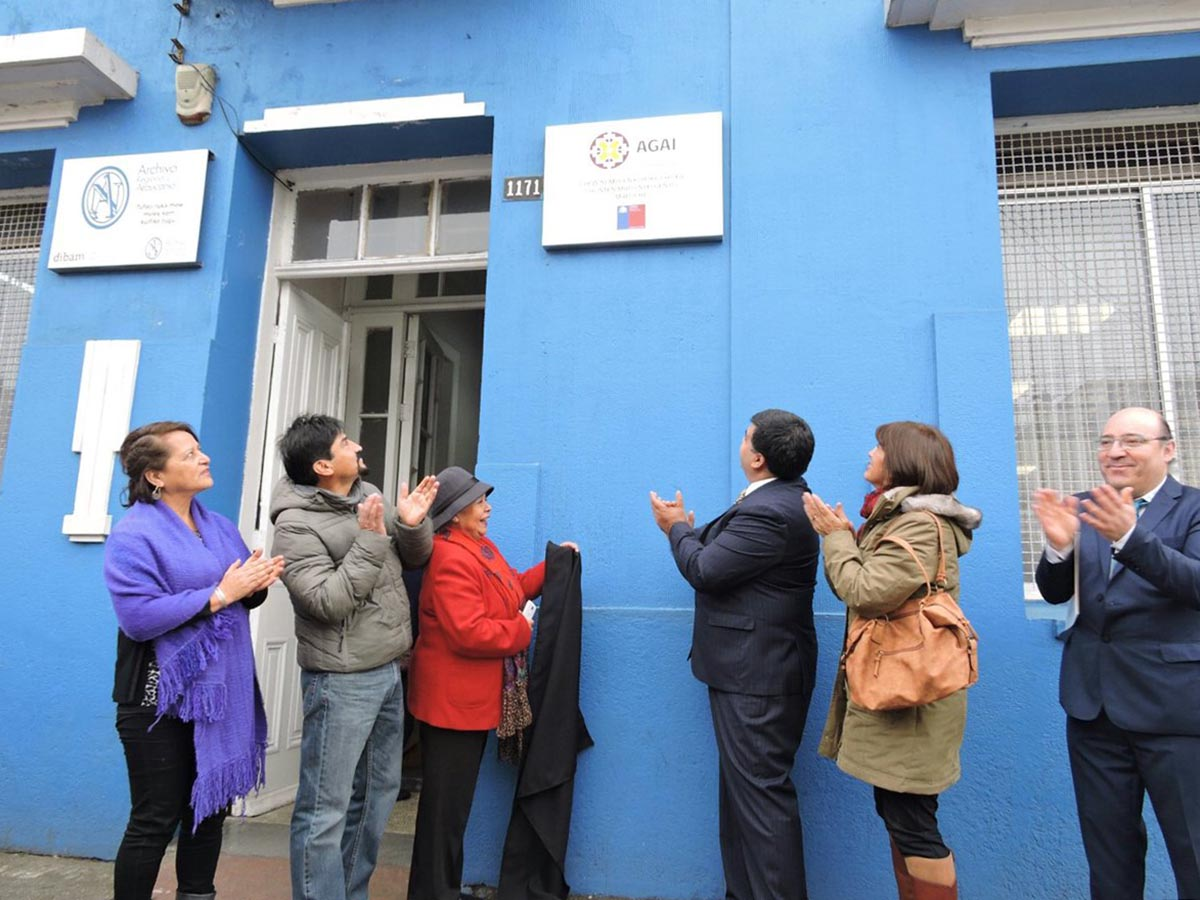
Colocación de placa "Archivo General de Asuntos Indígenas" instalada el 22 de mayo de 2018, por el director Nacional de Conadi, Jorge Retamal Rubio.

El Archivo General de Asuntos Indígenas (AGAI) es un departamento dependiente del Servicio Nacional del Patrimonio Cultural, con sede en la ciudad de Temuco, creado en 1993, mediante la Ley Indígena de ese año —Ley 19253—, que reúne y conserva los documentos oficiales sobre materias indígenas, como también instrumentos, piezas, datos, fotos, audios y demás antecedentes que constituyen el patrimonio histórico de los indígenas de Chile. Es administrado por la Corporación Nacional de Desarrollo Indígena (Conadi). 
Es el sucesor legal del archivo creado en 1972, por la anterior Ley Indígena —Ley 17729—, el cual dependía del Instituto de Desarrollo Indígena, y que reunía los archivos de la Comisión Radicadora de Indígenas, de los protectorados de indígenas, de los Juzgados de Letras de Indios y de todos los servicios u organismos del Estado relacionados con las tierras de indígenas.
Este archivo conserva una importante colección de documentos acerca de la relación entre el pueblo mapuche y el Estado de Chile. En sus fondos documentales se encuentran mapas y planos confeccionados en el marco de la Ocupación de la Araucanía, y los títulos de merced otorgados por la Comisión Radicadora a comunidades indígenas ubicadas en las actuales regiones del Biobío, La Araucanía, Los Ríos y Los Lagos entre 1884 y 1929, además de expedientes judiciales y carpetas administrativas relativas a tierras indígenas.
Fue declarado Monumento Histórico, mediante el Decreto Nº 1620, de 28 de octubre de 2005.
Fue incorporado al registro Memoria del Mundo de la Unesco en 2013. 

## Historia
El archivo fue creado originalmente en 1972, por la Ley Indígena de dicho año —Ley 17729—, como una dependencia del Instituto de Desarrollo Indígena. En 1993, por la Ley Indígena del mismo año —Ley 19253—, se estableció como un departamento dependiente de la Dirección de Bibliotecas, Archivos y Museos (Dibam), administrado por la Corporación Nacional de Desarrollo Indígena (Conadi), continuador del anterior. 
Los documentos que forman parte de sus fondos documentales estuvieron inicialmente a cargo de la Oficina de Tierras y Colonización del Ministerio de Relaciones Exteriores hasta 1929. A partir de este último año, su custodia fue responsabilidad de diversos organismos estatales encargados del tema indígena, como la Dirección de Asuntos Indígenas (DASIN, 1953-1972), el Instituto de Desarrollo Indígena (IDI, 1972-1978); hacia 1979 quedó abandonado en dependencias del Ministerio de Agricultura, luego de lo cual fue resguardado en la Universidad de la Frontera, por gestiones de la archivera Edith Meier.
A partir de 1993 el archivo quedó bajo la administración de la Conadi. En 1997 fue instalado en un inmueble ubicado en el centro de la ciudad de Temuco, facilitado por la Dirección de Bibliotecas, Archivos y Museos (Dibam). Desde 2003, el archivo fue trasladado al inmueble del Archivo Regional de La Araucanía, de la DIBAM, ubicado en calle Lautaro 1171, Temuco.
Ese mismo año, comenzó un proyecto de digitalización y microfilmado de sus fondos documentales que concluyó en 2012.

## Fondos documentales del Archivo
El Archivo General de Asuntos Indígenas tiene los siguientes fondos:
- Fondo Comisión Radicadora de Indígenas (Ley de 4 de diciembre de 1866), 1884-1930.
- Fondo Juzgados de Indios (Ley n.º 408 y Decreto n.º 4.111), 1930-1970.
- Fondo Juzgados de Letras de Indios (Ley n.º 14.511), 1961-1970.
- Fondo Juzgados Civiles (Ley n.º 17.729), 1972-1979.
- Fondo Juzgados Civiles (D.L. n.º 2.568), 1979-1993.
- Dirección de Asuntos Indígenas, 1953-2011.
- División de Asuntos Indígenas - INDAP, 1978-1994.